# Orquestra Filarmônica de Siam
A Orquestra Filarmónica (português europeu) ou Filarmônica (português brasileiro) de Siam ou do Sião foi fundada em 2002 em Banguecoque, Tailândia, sob o nome de Sifonietta Mifa. Apresentava muitos trabalhos de Mozart e Haydn. Em 2003 a orquestra ganhou autonomia da academia de música de onde surgiu, e assim virou a Sinfonietta de Bancók. Entretanto em 2004 a orquestra começou a expandir seu repertório, abrangendo obras de Mahler e Brahms, tornando-se assim a Orquestra Filarmônica de Siam. 
A orquestra é a orquestra residente da Ópera de Banguecoque. O diretor artístico é S.P. Somtow, e entre os convidados musicais incluem-se Leo Phillips e Linda Cummings. O maestro residente é Trisdee na Patalung. A orquestra toca regularmente no Centro Cultural da Tailândia.